# Siljengojaureh (Frostvikens socken, Jämtland, 721459-143906)
Siljengojaureh är en sjö i Strömsunds kommun i Jämtland och ingår i Ångermanälvens huvudavrinningsområde. Sjön har en area på 0,058 kvadratkilometer och ligger 912 meter över havet.

## Delavrinningsområde
Siljengojaureh ingår i det delavrinningsområde (721393-143941) som SMHI kallar för Namn saknas. Medelhöjden är 917 meter över havet och ytan är 4,6 kvadratkilometer. Det finns ett avrinningsområde uppströms, och räknas det in blir den ackumulerade arean 5,88 kvadratkilometer. Vattendraget som avvattnar avrinningsområdet har biflödesordning 4, vilket innebär att vattnet flödar genom totalt 4 vattendrag innan det når havet efter 341 kilometer. Avrinningsområdet består mestadels av kalfjäll (96 procent). Avrinningsområdet har 0,2 kvadratkilometer vattenytor vilket ger det en sjöprocent på 4,3 procent.